# Марокко на літніх Олімпійських іграх 2000
Марокко брала участь в Літніх Олімпійських іграх 2000 року в Сіднеї (Австралія) в десятий раз за свою історію, і завоювала одну срібну та чотири бронзові медалі медалі. Збірну країни представляли 55 спортсменів.

## Срібло
- Легка атлетика, чоловіки, 1500 метрів — Хішам Ель-Герруж.

## Бронза
- Легка атлетика, чоловіки, 5000 метрів — Брага Лаглафі.
- Легка атлетика, чоловіки, 3000 метрів з перешкодами — Алі Еззіне.
- Легка атлетика, жінки, 400 метрів з перешкодами — Нужа Бедуане.
- Бокс, чоловіки — Тахар Тамсамані.

## Склад олімпійської збірної Марокко

### Дзюдо
Спортсменів — 1
Змагання з дзюдо проводилися за системою на вибування. У втішні раунди потрапляли спортсмени, програвши півфіналістам турніру. Два спортсмени, що здобули перемогу у втішному раунді, в поєдинку за бронзу билися з переможеними у півфіналі.
Чоловіки
| Спортсмен        | Категорія | 1/32               | 1/16                                   | 1/8                | Чвертьфінали       | Півфінали          | Перший доп. раунд  | Втішний чвертьфінал | Втішний півфінал   | За 3 місце Фінал   | Місце |
| Спортсмен        | Категорія | Суперник Результат | Суперник Результат                     | Суперник Результат | Суперник Результат | Суперник Результат | Суперник Результат | Суперник Результат  | Суперник Результат | Суперник Результат | Місце |
| ---------------- | --------- | ------------------ | -------------------------------------- | ------------------ | ------------------ | ------------------ | ------------------ | ------------------- | ------------------ | ------------------ | ----- |
| Абделуахед Чорфі | до 60 кг  |                    | Ерік Деспецелль (FRA) пор. 0000 — 0200 | Не пройшов         | Не пройшов         | Не пройшов         | Не пройшов         | Не пройшов          | Не пройшов         | Не пройшов         | 21    |